# Gómez González († 1111)

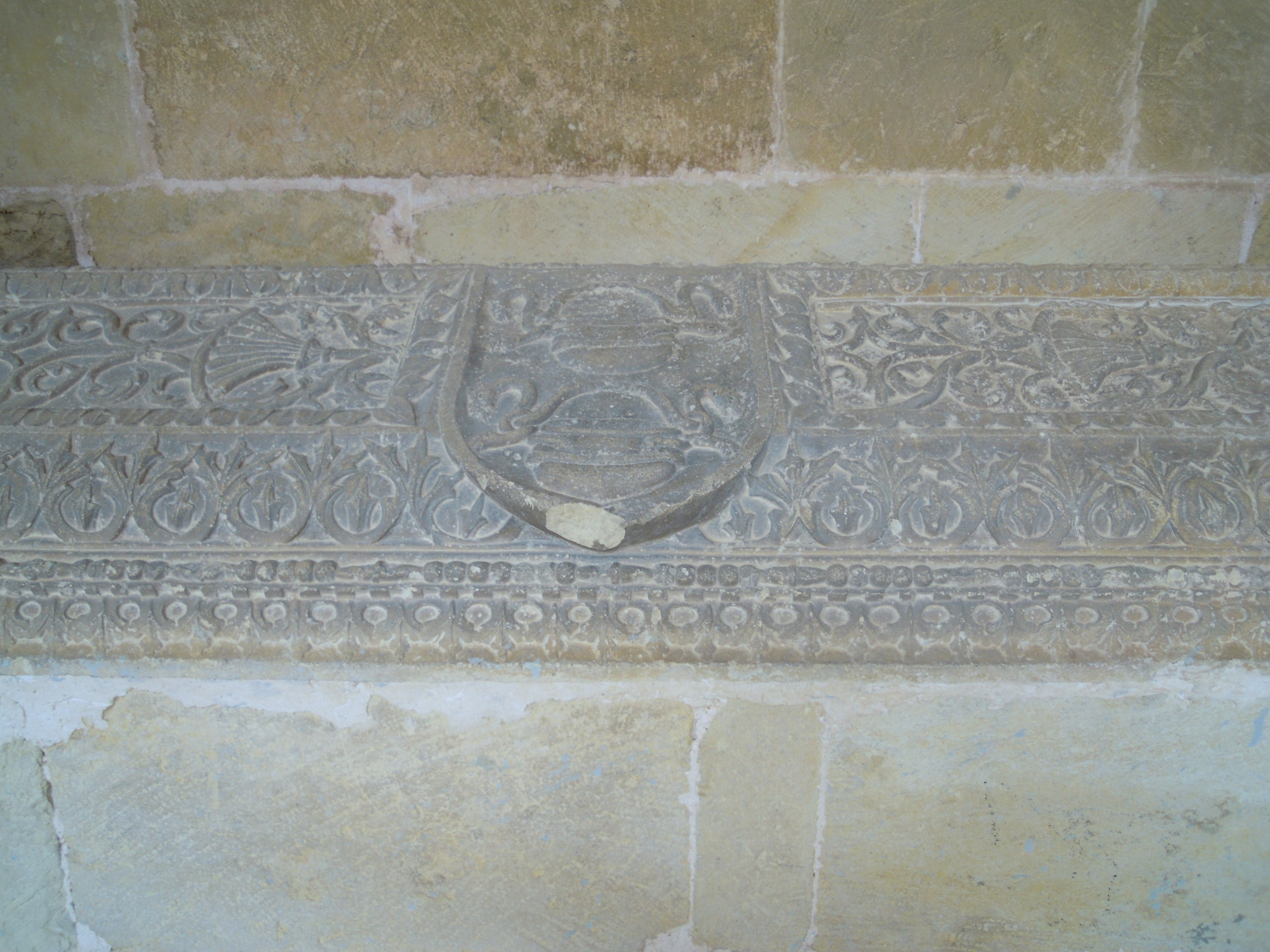
Das Grab von Gómez González und seiner Frau Urraca in San Salvador de Oña

Gómez González († 26. Oktober 1111 bei Sepúlveda) war ein kastilischer Adliger und Geliebter der Königin Urraca von León-Kastilien.
Gómez war ein Sohn des Gonzalo Salvadórez und dessen zweiter Frau Sancha. Der Vater war am 6. Januar 1083 als königlicher Unterhändler von dem maurischen Kastellan von Rueda ermordet wurden. Seine Familie wird gelegentlich „de Lara“ genannt, weil sie vermutlich über das alte Grafenhaus von Kastilien abstammend mit dem Haus Lara weitläufig versippt war. Verheiratet war er mit einer Adligen namens Urraca, mit der er mindestens vier Kinder hatte; Rodrigo († 1146), Diego, Estefanía und Sancha.
Gómez war bereits ein Gefolgsmann von König Alfons VI. von León-Kastilien und trat erstmals 1084 als urkundlicher Zeuge im Amt des Bannerträgers (alférez) auf, das er bis 1099 innegehabt hatte. Am 6. Mai 1107 ist er erstmals mit dem Titel eines Grafen bezeugt. Offenbar schon kurz nach dem Tod des Raimund von Burgund im Jahr 1107 war Gómez zum Liebhaber der Infanta Urraca avanciert, die nur ein Jahr später zur Thronerbin ihres Vaters proklamiert worden war. Gemäß der später verfassten Chronik des Rodrigo Jiménez de Rada nach habe der kastilische Adel auf eine Verheiratung des Paares gedrängt um die noch von Alfons VI. arrangierte Ehe seiner Tochter mit König Alfons I. von Aragón zu verhindern. Zeitgenössische Belege zu diesem Ansinnen gibt es allerdings nicht.
Am 22. Juli 1109 war Gómez einer der Zeugen der ersten von Königin Urraca ausgestellten Urkunde, die er als „Graf der Kastilier“ (Castellanorum comes) unterzeichnete, was seine herausgehobene Stellung gegenüber dem kastilischen Adel demonstriert, die aus seiner Beziehung zur Königin resultierte. Sein Verhältnis zur Königin hatte zu dem schnell eintretenden Zwist zwischen ihr und deren zweiten Mann Alfons I. von Aragón beigetragen, der schließlich militärisch ausgetragen wurde. Von der Königin wurde Gómez zu ihrem obersten Heerführer ernannt, aber am 26. Oktober 1111 wurde er in der Schlacht von Candespina in der Nähe von Sepúlveda von dem König von Aragón und den mit ihm verbündeten Heinrich von Burgund besiegt und getötet. Er wurde in der Abtei San Salvador von Oña bestattet.